# آل فريمان جونيور
آل فريمان جونيور (بالإنجليزية: Al Freeman Jr.)‏ مواليد 21 مارس 1934 في سان أنطونيو - الوفاة 9 أغسطس 2012 في واشنطن العاصمة، الولايات المتحدة، هو ممثل أمريكي بدأ مسيرته الفنية سنة 1958. من أعماله مالكوم إكس. امتدت مسيرته الفنية لأكثر من 46 عاما.

## روابط خارجية
- آل فريمان جونيور على موقع IMDb (الإنجليزية)
- آل فريمان جونيور على موقع ألو سيني (الفرنسية)
- آل فريمان جونيور على موقع تيرنر كلاسيك موفيز (الإنجليزية)
- آل فريمان جونيور على موقع أول موفي (الإنجليزية)
- آل فريمان جونيور على موقع قاعدة بيانات برودواي على الإنترنت (الإنجليزية)
- آل فريمان جونيور على موقع قاعدة بيانات برودواي على الإنترنت (الإنجليزية)
- آل فريمان جونيور على موقع قاعدة بيانات الأفلام السويدية (السويدية)
- آل فريمان جونيور على موقع إن إن دي بي (الإنجليزية)
- آل فريمان جونيور على موقع قاعدة بيانات الفيلم (الإنجليزية)
- آل فريمان جونيور على موقع كينوبويسك (الروسية)